# Famille Anglès d'Auriac
La famille Anglès d'Auriac, autrefois Caffarel, est une famille d'ancienne bourgeoisie française originaire du Dauphiné. 

## Histoire
Le patronyme Anglès d'Auriac, éteint au XIXe siècle, est désormais porté par une branche de la famille Caffarel. À la suite du scandale des décorations ayant éclaboussé son cousin, le général Louis Charles Caffarel, le général Ernest Caffarel a obtenu par décret présidentiel du 14 avril 1893 de relever le nom de sa grand-mère paternelle, pour lui et ses descendants.

## Personnalités
- Paul Anglès d’Auriac, inventeur du tétrapode ;
- Charles Anglès (1753-1834), homme politique français ;
- Jules Jean Baptiste Anglès (1778-1828), haut fonctionnaire et homme politique français ;
- Jean-François Anglès, (1736-1823), homme politique français.
- Bernard Anglès d'Auriac (1930-), joueur d'échecs monégasque ;
- Jean Anglès d'Auriac (1902-1954), philosophe français ;
- Madame Anglès d'Auriac, joueuse d'échecs française ;
- Joël Anglès d’Auriac (1922-1944), résistant et martyr français ;